# Kepler-90i
Kepler-90i (також відома як KOI-351i, KIC 11442793i, iWISE J185744.03+491818.5, i2MASS J18574403+4918185, iKepler-90i) — екзопланета, що обертається навколо зірки Kepler-90 в сузір’ї Дракон. Знаходиться на відстані 780 ± 100 парсеків або 2,54 ± 0,33 тис. світлових років від Землі.

## Характеристики планети
Kepler-90i — це надземля з масою близько 2,5 мас Землі та радіусом 1,32 ± 0,21 земного, тобто вона відноситься до класу планет, маса яких перевищує масу Землі, але значно менших за масу газових гігантів.
Якщо планета має склад, як у Землі та її маса дорівнює близько 2,5 земних, рівноважна температура планети Kepler-90i може складати 709 ± 75 K або ж 436 ± 75 °C, що є близьким значенням до середньої температури, наприклад, на Венері або навіть, як на Меркурії.
Kepler-90i має період обертання навколо материнської зірки Kepler-90 (KOI-351, KIC 11442793) — 14,44912 ± 0,00020 діб, а велика піввісь її орбіти складає 33,8 ± 6,6-12 радіусів центральної зорі R* (з урахуванням виміряного R* = 1,29 ± 0,167, велика піввісь дорівнює 0,107+0,025
−0,040 а.о.). Тривалість проходження Kepler-90i повним диском своєї зірки, що спостерігалася,  складає 2,80 ± 0,31 год. Нахил орбіти, тобто кут між площиною орбіти і площиною зображення дорівнював 89,20 +0,59
−1,30 град.

## Відкриття планети
В 2009 році, на відстань близько 1 а.о. від Сонця, було виведено космічний телескоп НАСА «Кеплер», який був призначений для пошуку екзопланет в далекому космосі.
У своїх пошуковій роботі, діяльність телескопу «Кеплер» ґрунтувалася на пошуці позасонячних планет транзитним методом. Він полягав  в наступному - коли якесь непрозоре тіло проходило перед диском зірки, її блиск на короткий час ледве помітно змінювався, але «Кеплер» чутливо спостерігав, вимірював і фіксував зміну блиску зірок з точністю від 0,002 % для найяскравіших до 0,008 % для найслабших. На кілька годин, кожні три місяці, телескоп переорієнтовував свою антену на Землю, та передавав накопичену інформацію. Отримані дані надходили команді місії «Кеплера», яка за допомогою вчених, науковців та добровольців-любителів астрономії та астрофізики вивчали їх на предмет наявності транзитів.
Як було повідомлено суспільству в грудні 2017 року, отримані дані з телескопу «Кеплера» були завантажені в систему штучного інтелекту, яка була розроблена співробітником компанії Google Кристофером Шаллю (англ. Christopher Shallue). Він спільно з членом команди «Кеплера» Эндрю Вандербургом (англ. Andrew Vanderburg) навчив створену систему визначати транзити. В подальшому, система штучного інтелекту отримала для обробки дані 670 вже оброблених результатів з метою їх перевірки щодо пошуку слабких сигналів, які не знайшли люди. Як виявилося, розроблена система із застосуванням нового для астрономії інструменту глибокого навчання, що відноситься до класу алгоритмів машинного навчання змогла зробити це, і Kepler-90i виявилася одною з двох перших екзопланет, які були відшукані даним методом.
Після відкриття восьмої планети у зоряній системі, зоряна система Kepler-90  стала найбільш великою екзопланетною системою, яка на даний час відома людству та яка є дуже схожою на нашу Сонячну систему.

## Внесок українських науковців у відкриття планети
Поряд з американськими та європейськими вченими, українські науковці, фахівці, любителі астрономії та далекого космосу беруть активну участь в практичних заходах щодо пошуку далеких екзопланет та удосконалення технічних і програмних методів їх ідентифікації. Особливо результативними є  напрацювання та здобутки добровольців-любителів астрономії та астрофізики з команди «Planet Hunters», українських команд розподілених обчислень та інших.
Показовим також є той факт, що ще в липні 2016 року, тобто за півтора року до застосування NASA та Google штучного інтелекту за так званим машинним навчанням для пошуку восьмої планети в системі Кеплер-90 (КОІ-351, KIC 11442793), про її існування повідомив старший науковий співробітник одного з Науково-дослідних центрів Збройних Сил України Олександр Кобзар, який не тільки взяв активну участь у відкритті сьомої екзопланети цієї зоряної системи, а й впевнено передбачив існування восьмої, на той час, ще не відкритої екзопланети в системі далекої зірки.

За результатами наукового пошуку, дослідник зазначив: 
|  | Орбіти семи планет системи зірки KOI-351 є еліптичними з відповідними індивідуальними ексцентриситетами, хоча для загальної динамічної стійкості системи потрібно, щоб ексцентриситети орбіт планет не перевищували значення 0,1 (тобто орбіти повинні бути близькі до кругових). Динамічних взаємодій між планетами системи зірки KOI-351 може бути набагато більше, аніж відомо на сьогодні, тобто можливість відкриття 8, 9 та n-ї планети цієї зоряної системи, але більш за всього, поза так званою "населеною зоною", є цілком ймовірним… |

Результати дослідження українського науковця стосовно ще невідомої на той час восьмої планети системи зірки Kepler-90 (KOI-351, KIC 11442793) були опубліковані (за наукової рецензії — доктора фізико-математичних наук, професора Анатолія Кіндратенка) в фаховому науковому виданні «Вісник Астрономічної школи», 2016, том 12, № 1 (м. Київ) та є загальнодоступними для широкого кола читачів.

## Галерея

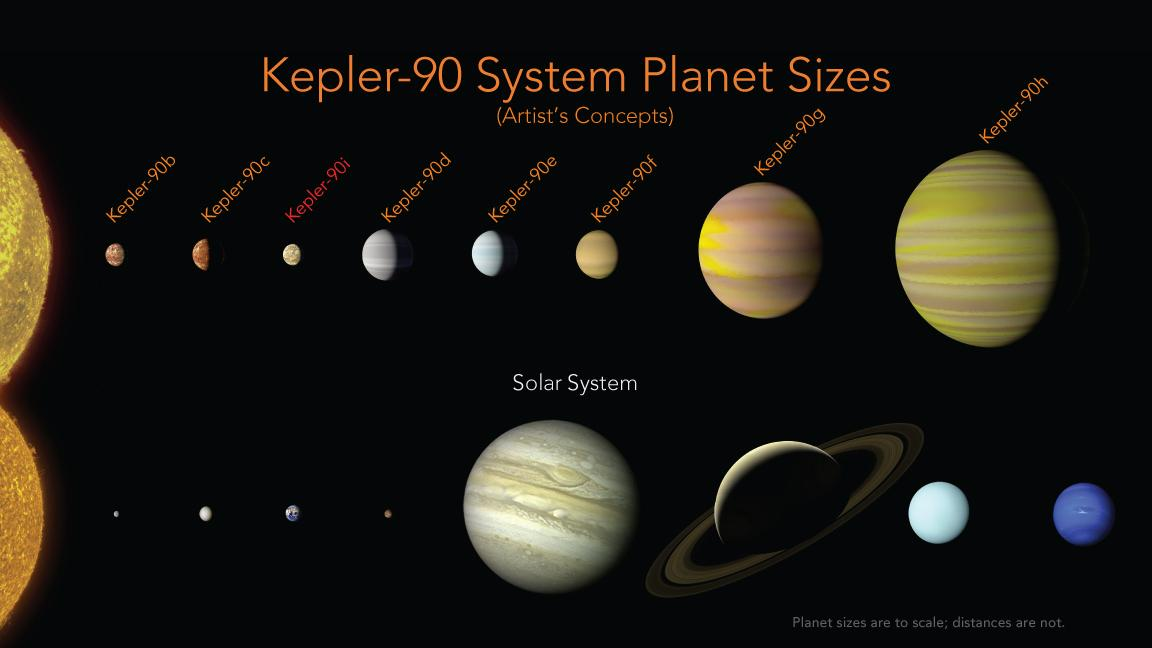
Порівняння планетної системи Kepler-90 з Сонячною системою. (File image from Wikimedia Commons, the free media repository)